# 比雅尼·特里格瓦森
比雅尼·特里格瓦森（英語：Bjarni Tryggvason，1945年9月21日—2022年4月5日）曾是一位服役於加拿大國家研究院以及加拿大太空局的太空人。

## 生平小傳
比雅尼·特里格瓦森出生於冰島雷克雅維克，而在年幼時就已移民到加拿大。他在英屬哥倫比亞省列治文市接受中等教育，隨後進入英屬哥倫比亞大學取得工程物理學學士學位，並在西安大略大學研究所持續工程學的研究。
在1997年的STS-85任務中，他搭乘發現號太空梭並負責實驗任務專家之職位。
比雅尼·特里格瓦森於2008年退役加拿大太空局。
2022年4月5日逝世。

## 荣誉
1998年获得西安大略大学授予的荣誉理学博士学位。2000年获得冰岛大学授予的荣誉技术博士学位。2005年获得维多利亚大学授予的荣誉工程學博士学位。1997年获得美國宇航局太空飛行獎章。2000年获得骑士十字级冰岛白隼勋章。